# Agie

Het wapen van de familie Agie de Selsaeten

Agie (ook: Agie de Selsaeten en: Agie de Selsaten) is een adellijke familie uit Saint-Paul-en-Born die zich begin 19e eeuw vestigde in Antwerpen.

## Geschiedenis
De stamreeks begint met Pierre Agie, geboren in Saint-Paul-en-Born die in 1757 trouwde met Françoise Marie Nonan, tevens de eerste vermelding van een lid van dit geslacht. Zijn zoon Grégoire (1775-1837) vestigde zich in Antwerpen waar hij fortuin maakte als reder. Op 21 maart 1890 werden de twee broers Gustave en Edmond verheven in de erfelijke Belgische adel.

### Wapenbeschrijving
L'écu surmonté d'un heaume d'argent, le grillé, colleté et liseré d'or, doublé et attaché de gueules, au bourrelet de gueules, d'argent et d'azur, et aux lambrequins à dextre d'argent et de gueules, et à senestre d'argent et d'azur. Cimier: l'étoile de l'écu, entre un vol d'argent et de gueules. Devise: 'Age quod agis'.

## Enkele telgen
Charles-Grégoire Agie, reder, voorzitter van de handelsrechtbank en handelskamer in Antwerpen, consul van Rusland en provincieraadslid. Hij was getrouwd met Françoise Béthune
- Jhr. Gustave Agie (Antwerpen, 18 april 1834 - Wommelgem, 11 november 1909), consul van Rusland in Antwerpen. Hij trouwde in Antwerpen in 1863 met Emma de Cock (1834-1885).
  - Jhr. Joseph Agie de Selsaeten (1870-1926), verkreeg in 1914 bij Koninklijk Besluit naamswijziging tot Agie de Selsaeten; trouwde in Antwerpen in 1900 met jkvr. Anne Goethals (1878-1960) en ze hadden zes kinderen. Hij was voorzitter van de Royal Automobile Club in Antwerpen en deken van het kapittel van het Heilig Sacrament in de kathedraal van Antwerpen. Ze kregen zes kinderen onder wie vier zoons die voor nageslacht zorgden.
    - Jhr. Jacques Agie de Selsaten (1907-1983); trouwde in 1938 met jkvr. Marie Madeleine de Coppin de Grinchamps (1912-1996), dochter van Marguerite de Gourcy-Serainchamps (1873-1923) via wie het Château de Melroy in dit geslacht kwam
      - Jhr. dr. Joseph Agie de Selsaten (1940-2010), hydroloog
        - Jhr. Jean Agie de Selsaten (1974), chef de famille

      - Jhr. Charles Agie de Selsaten (1941)
        - Jhr. Michel Agie de Selsaten (1969), bewoner van Château de Melroy
- Jhr. Edmond Agie (Antwerpen, 18 augustus 1836 - Wilrijk, 26 september 1900), consul van Rusland, trouwde in Antwerpen in 1869 met jkvr. Eléonore Mols (1848-1909), hadden twee dochters en een zoon, maar met een dochter stierf deze tak in 1967 uit.

### Adellijke allianties
- Mols (1869), De Béthune (1890), Le Grelle (1896 en 1924), Goethals (1900), Ullens de Schooten (1938), De Coppin de Grinchamps (1938), De Woelmont (1939), Van Ypersele de Strihou (1961), De Bassompierre (1961), Rotsart de Hertaing de Kerchove d'Exaerde (1963), De Brouchoven de Bergeyck (1966), Ruffo de Bonneval de la Fare des comtes de Sinopoli de Calabre (1966), Van Wassenhove (1967), De Viron (1968), De Pierpont (1972), de Chaffoy de Courcelles (1975), De Patoul (1980), D'Ursel (1986), De Ryckel (1998), De Maere d'Aertrycke (2001), De Decker (2001), De Schaetzen (2002), De Ghellinck d'Elseghem Vaernewyck (2014)

### Bezit
- Château de Melroy in Vezin (via de geslachten De Gourcy-Serainchamps, stichter van het kasteel, en De Coppin de Grinchamps)